# Богдан Стеткевич

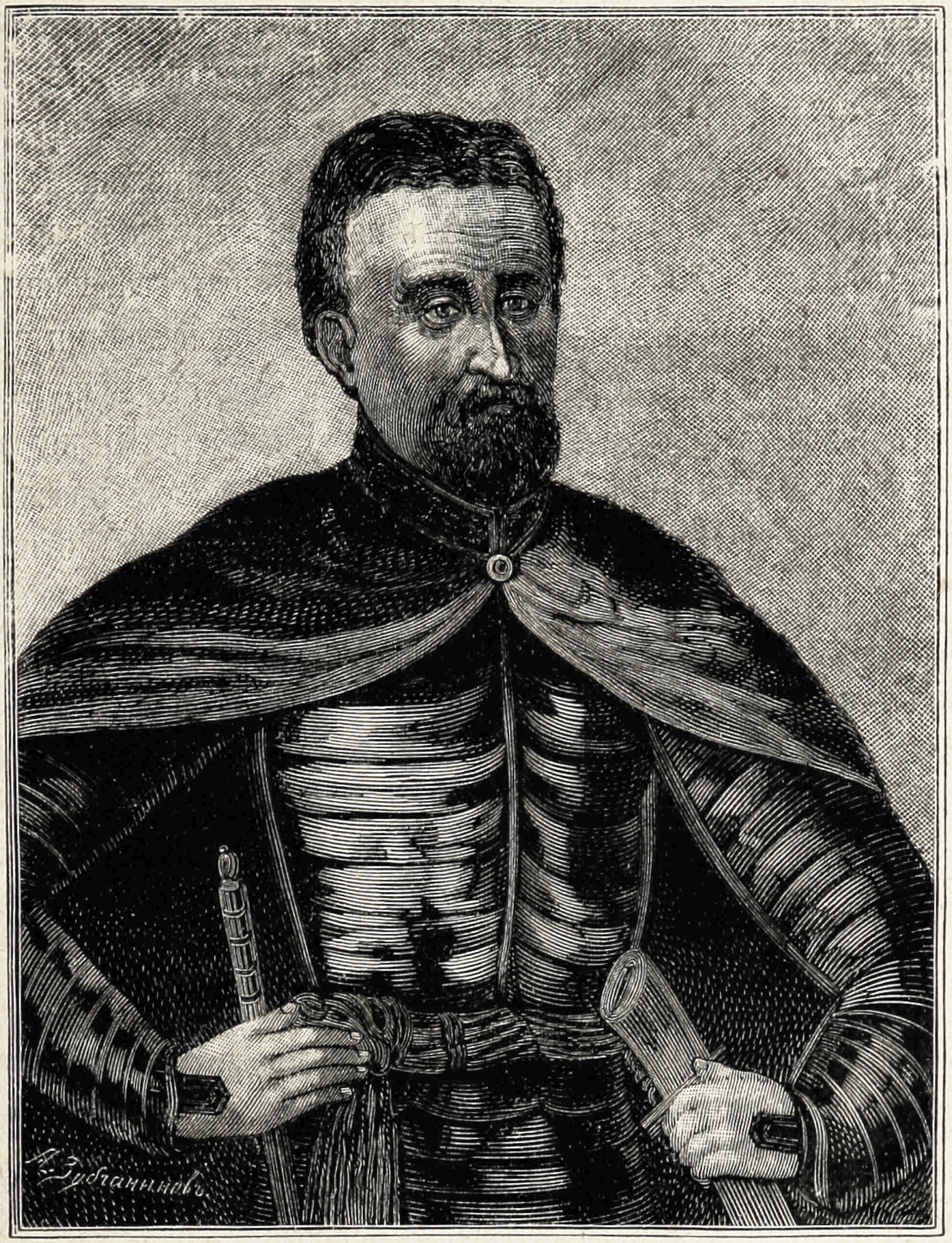

Богдан Стеткевич — руський шляхтич герба Костеша, урядник та військовий діяч Великого князівства Литовського. Тесть козацького гетьмана Івана Виговського. Патрон Києво-Могилянської колегії, благодійник та фундатор низки православних монастирів.    

## Життєпис
Народився в родині браславського підкоморія Вільгельма Стеткевича та Ганни Огінської, доньки підкоморія троцького.  
Посади: підкоморій мстиславльський (на цій посаді брав участь у конвокаційному сеймі як посол від Мстиславльського воєводства), новогрудський та мстиславльський каштелян. Богдан Стеткевич — покровитель Києво-Могилянського колегіуму, фундатор православного Кутеїнського монастиря (Орша).
1640 року посів маєтки, зокрема Городок Семковський (пол. Gródek siemkowski).
Перша дружина — княжна Олена (пом. 1640), донька князя Богдана Богдановича Соломирецького, власниця значних маєтків. Діти:
- Олена — дружина (1656—1664) Івана Виговського; завдяки тестю увійшов у родинні зв'язки з рядом відомих українських і білоруських князівських та шляхетських родів, наприклад, з князями Соломирецькими; померла раптово після отримання звістки про смерть чоловіка[3];
- Михайло, став монахом;
- NN — дружина Івана Суходольського, одного з найвідоміших помічників Івана Нечая[4];
Друга дружина — Анна чи Катерина Фрацкевич, маршалківна лідська, вдова Горайського. Їх донька Христина стала дружиною Любецького.